# Gilgamesh (banda)
Gilgamesh (1972-1975, 1977-1978) fue una banda de jazz fusion de los años 70 liderada por el teclista Alan Gowen e integrada en la Escena de Canterbury.

## Historia
En el origen de la banda se encuentran Gowen y el batería Mike Travis, que querían formar un grupo con el guitarrista Rick Morcombe. La primera formación de Gilgamesh incluía a estos tres músicos, más el bajista Jeff Clyne y Alan Wakeman al saxofón.
La formación de la banda tardó en estabilizarse; así, Richard Sinclair sustituyó a Clyne en el primer concierto del grupo, en enero de 1973. Poco después, el grupo quedó establecido como un cuarteto, con Gowen, Travis, el guitarrista Phil Lee  (recomendado por Travis) y el bajista Neil Murray. Durante 1973 realizaron varias giras, incluyendo dos conciertos especiales junto a Hatfield and the North, en los que ambos grupos juntos, funcionando como doble cuarteto, interpretaron una composición de 40 minutos de Gowen. La banda grabó una maqueta para que los promotores de conciertos y las discográficas pudieran escuchar su música. 
A finales de 1973, Murray fue reemplazado por Steve Cook, pero las giras eran cada vez menos frecuentes, a pesar de que el grupo grabó algunas composiciones en directo para los programas de jazz de la BBC. En una de estas actuaciones, el cuarteto pasó a quinteto, al integrarse un segundo teclista, Peter Lemer. En 1975, Gilgamesh fichó por Caroline Records, un sello de Virgin, y grabó su primer disco en Manor Studios, propiedad de Virgin, con Dave Stewart (de Hatfield and the North) como coproductor.  
Gowen y Stewart se habían hecho amigos durante los meses anteriores y consideraron una posible colaboración, pero Stewart no tenía claro que quisiera estar en dos grupos a la vez. Cuando Hatfield and the North se separaron a mediados de 1975, Stewart se unió a Gilgamesh como colaborador, tocando en una gira y grabando un par de sesiones en la radio con el grupo. Mientras tanto, planearon una colaboración entre Stewart y Gowen, que finalmente cristalizó en National Health, donde también participó (brevemente) el guitarrista de Gilgamesh, Phil Lee. Gilgamesh se disolvió a finales de 1975 tras quedar cancelada una posible gira por Escocia. 
Tras dejar National Health, en 1977 Gowen volvió a reunir a Gilgamesh, realizando ensayos con Murray, Lee y el batería Trevor Tomkins (colaborador desde hace tiempo de Lee). En junio de 1978 el grupo grabó su segundo álbum, Another Fine Tune You've Got Me Into (editado por Charly Records), con Gowen, Lee, Tomkins y el bajista Hugh Hopper, pero la banda no tuvo continuidad. Gowen murió pocos años después, en 1981. 

### Legado
En 2000, Cuneiform Records publicó varias grabaciones de la banda con el título Arriving Twice. Este CD incluye la maqueta de 1973 y dos sesiones radiofónicas de 1974-5. En ellas aparecen Gowen, Lee, Travis, Murray, Cook, Clyne y Peter Lemer, e incluye varias piezas inéditas, entre ellas un extracto de la composición de 40 minutos interpretada por Gilgamesh y Hatfield and the North como doble cuarteto.

## Discografía
- Gilgamesh (1975, Caroline Records)
- Another Fine Tune You've Got Me Into (1978, Charly Records)
- Arriving Twice (2000, Cuneiform Records)